# Paola Maria Minucci
Paola Maria Minucci (Grosseto, 1948) è una traduttrice e critica letteraria italiana.

## Biografia
Professore associato di Lingua e letteratura neogreca all'Università La Sapienza fino al 2018. Ha al suo attivo numerose pubblicazioni sulla letteratura neogreca con studi comparati di poesia neogreca e poesia italiana ed europea del ‘900. Ha curato la traduzione delle opere di molti poeti del ‘900 greco (Kavafis, Elitis, Sachturis, Anaghnostakis, Dimulà, Meskos, Ganàs, Mastoraki, Lainà, Pierìs, Iliopoulou), di importanti scrittori (Vassilikòs,Tachtsìs, Sotiropulu, Valtinòs), dell’opera cinematografica di T. Anghelopoulos e, insieme ai suoi studenti, di molte canzoni di Dionissis Savvopoulos. 
È stata insignita di importanti riconoscimenti. Nel 2006 le è stato conferito il Premio Nazionale di Traduzione greco per la sua traduzione di La materia leggera del premio Nobel per la letteratura Odisseas Elitīs. Nel 2007 le è stato assegnato il Premio Nazionale per la Traduzione italiano per l'attività complessiva, e nel 2012 il “Premio Achille Marazza” per la traduzione di una ricca antologia dell'opera di Elitis dal titolo È presto ancora (Donzelli Editore, Roma 2011).  Nel 2020 le è stato assegnato il Primo Premio Benno Geiger per la traduzione poetica della Fondazione Cini per il volume K.P. Kavafis, Tutte le poesie, Donzelli, Roma 2019  e Premio Nazionale di Traduzione (Grecia, 2020) sempre per il volume Tutte le poesie di K.P. Kavafis (Donzelli, 2019).
Nel 2013 ha ricevuto la decorazione dell'Ordine della Fenice dal Presidente della Repubblica di Grecia Karolos Papoulias per meriti culturali. 
Il 5 dicembre 2022 ha ricevuto la cittadinanza onoraria greca per meriti culturali. Il 25 novembre 2024 è stata nominata membro corrispondente dell'Accademia greca per il settore di Lingua e Letteratura neogreca.
Fu coinvolta l'8 marzo 1976 nell'incidente nei pressi di Capalbio in cui perse la vita il poeta Alfonso Gatto.

## Opere

### Curatele
- Costantino Kavafis, Firenze, La nuova Italia, 1979
- Kavafis, Roma, Edizioni dell'Elefante, 1984
- Per Alfonso Gatto, Caltanissetta, Sciascia, 2003

### Traduzioni in volume
- Manolis Anaghnostakis, Poesie, Milella, 1978
- Vassilis Vassilikòs, Alfatridis, Roma, Newton Compton, 1979
- Odisseas Elitis, Diario di un invisibile aprile, Milano, Crocetti, 1990 (anche curatela)
- Kostas Tachtsìs, Il terzo anello, Firenze, Aletheia, 1992
- Miltos Sachturis, Quando vi parlo: poesie 1945-1990, Roma, Piazzolla, 1993
- Odisseas Elitis, Tre poemetti sotto bandiera ombra, Firenze, Ponte alle Grazie, 1993
- Ersi Spotiropulu, Mexico, Roma, Donzelli, 1994
- Odisseas Elitis, Il metodo del dunque e altri saggi sul lavoro del poeta, Roma, Donzelli, 1995 (anche curatela)
- Odisseas Elitis, Elegie, Milano, Crocetti, 1997 (anche curatela)
- Kikì Dimulà, L'adolescenza dell'oblio, Milano, Crocetti, 2000 (anche curatela)
- Odisseas Elitis, È presto ancora, Roma, Donzelli, 2000
- Thanassis Valtinòs, Il ritorno dei nove, Milano, Crocetti, 2002
- Thanassis Valtinòs, Blu scuro quasi nero, Milano, Crocetti, 2003
- Michalis Ganàs, La Grecia, sai..., Roma, Donzelli, 2004
- Odisseas Elitis, La materia leggera - Pittura e purezza nell'arte contemporanea, Roma, Donzelli, 2006
- Odisseas Elitis, Monogramma nel mondo, Roma, Donzelli, 2006 (anche curatela)
- Konstandinos Kavafis, Poesie d'amore e della memoria, Roma, Newton, 2006
- Michalis Pierìs, Metamorfosi di città, Roma, Donzelli, 2008
- Odisseas Elitis, È presto ancora, Roma, Donzelli, 2011 (Nuova edizione accresciuta)
- Odisseas Elitis, Il metodo del dunque e altri saggi sul lavoro del poeta, Roma, Donzelli, 2011 (Nuova edizione accresciuta)
- Konstandinos Kavafis, Tutte le poesie, Roma, Donzelli, 2019.
- Iulita Iliopulu, Il mosaico della notte, Roma, Donzelli, 2022.
- Miron Zolotakis, Il guardiano delle acque, Roma, Bulzoni Editore, 2024.